# Thiago
Thiago (mit vollem Namen Thiago Alcântara do Nascimento; in Spanien häufig Thiago Alcántara genannt; * 11. April 1991 in San Pietro Vernotico, Italien) ist ein ehemaliger spanisch-brasilianischer Fußballspieler. Er spielte im Laufe seiner Karriere insgesamt acht Jahre beim FC Barcelona, sieben beim FC Bayern München und vier Jahre beim FC Liverpool. 2020 gewann er mit dem FC Bayern München das Triple aus Meisterschaft, Pokal und Champions League. Von 2011 bis 2021 war Thiago spanischer A-Nationalspieler und durchlief zuvor diverse Junioren-Nationalmannschaften.

## Karriere

### Jugend und Kindheit
Thiago wurde 1991 als Sohn des Fußballspielers Mazinho, der mit Brasilien 1994 Weltmeister wurde, und der ehemaligen brasilianischen Volleyballspielerin Valéria Alcântara im italienischen San Pietro Vernotico geboren, als sein Vater beim apulischen Verein US Lecce unter Vertrag stand. Thiago zog mit seinem Vater bald nach Brasilien, wo 1993 sein jüngerer Bruder Rafinha in São Paulo zur Welt kam und der Vater für Palmeiras São Paulo aktiv war. Im Alter von fünf Jahren gelangte Thiago nach Spanien, wo sein Vater seit 1996 für Celta Vigo spielte. Er besitzt die brasilianische und spanische Staatsangehörigkeit.
In Spanien verbrachte Thiago den Großteil seiner Kindheit und begann beim Priegue CF in der Nähe von Vigo mit dem Fußballspielen. 2000 wechselte er zum Kelme CF aus der valencianischen Stadt Elche, nachdem sein Vater beim FC Elche einen Vertrag unterschrieben hatte. Ein Jahr später ging Thiago nach Brasilien zurück und schloss sich Flamengo Rio de Janeiro an, in dessen Jugendabteilung er bis 2004 spielte. Danach war er für ein Jahr bei Ureca Nigrán aus Nigrán im spanischen Galicien aktiv, bevor er vom FC Barcelona entdeckt und 2005 in dessen berühmte Jugendakademie La Masia aufgenommen wurde.

### FC Barcelona
Bereits in der Saison 2007/08, in der Thiago offiziell dem älteren Jahrgang der B-Junioren (U17) angehörte, kam er unter dem Cheftrainer Pep Guardiola im Alter von 16 Jahren erstmals in der zweiten Mannschaft zum Einsatz, für die er in dieser Spielzeit 5 Spiele zur Meisterschaft in der viertklassigen Tercera División (Gruppe 5) und zum damit verbundenen Aufstieg in die Segunda División B beisteuerte. Daneben spielte er für die A-Junioren (U19). In der Saison 2008/09 absolvierte Thiago 25 Drittligaspiele für die zweite Mannschaft und kam daneben in der ersten Saisonhälfte noch 2-mal für die U19 zum Einsatz. Sein Debüt in der ersten Mannschaft gab er unterdessen am 17. Mai 2009 unter Guardiola, der seit Saisonbeginn die erste Mannschaft trainierte, bei der 1:2-Niederlage im Auswärtsspiel gegen den RCD Mallorca. In der Folgesaison kam er in einem Ligaspiel zum Einsatz: Am 20. Februar 2010 erzielte er mit dem Treffer zum 4:0-Endstand in der 84. Minute im Heimspiel gegen Racing Santander sein erstes Tor.
In der Saison 2009/10 folgte ein Einsatz in der ersten Mannschaft und 13 Einsätze (2 Tore) für die zweite Mannschaft, mit der er ein die Segunda División aufstieg. In der Saison 2010/11 bestritt Thiago 12 Ligaspiele für die erste Mannschaft und 11 für die zweite Mannschaft. Darüber hinaus bestritt er ein Spiel um die Supercopa de España und ein Spiel in der Champions League beim 2:0-Sieg gegen Rubin Kasan im letzten Gruppenspiel am 7. Dezember 2010 im Camp Nou.
Am Ende der Saison verlängerte der FC Barcelona seinen Vertrag bis 2015. In den beiden Folgespielzeiten bestritt Thiago jeweils 27 von 38 Ligaspielen und erzielte jeweils zwei Tore.

### FC Bayern München

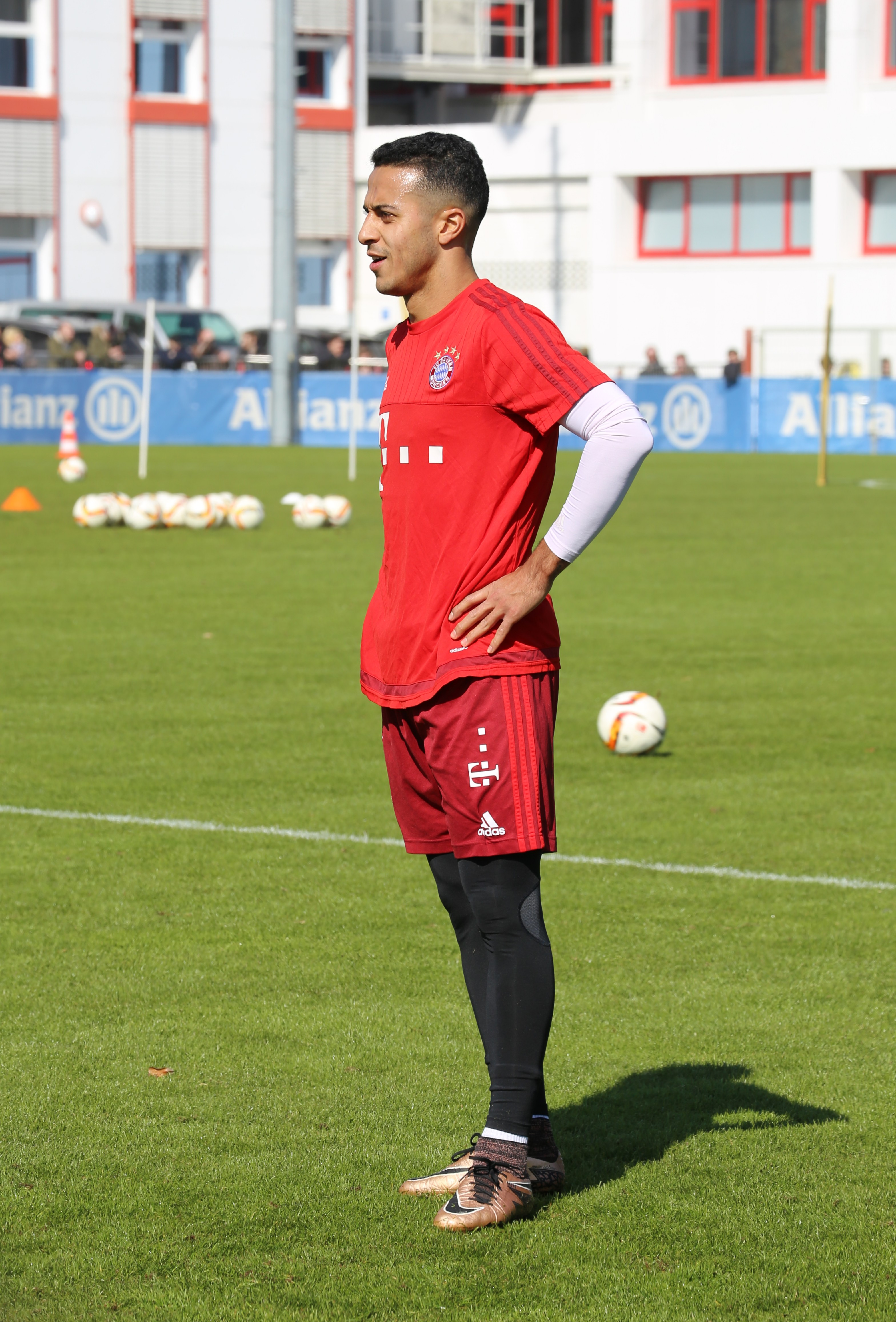
Thiago während einer Trainingseinheit auf dem Gelände des FC Bayern München (2016)

Thiagos Vertrag (von Pep Guardiolas Bruder Pere verhandelt) mit dem FC Barcelona schrieb eine Ablösesumme von 90 Millionen Euro fest, sollte er in 60 % der Spiele mindestens 30 Minuten zum Einsatz kommen. Ansonsten verringerte sich die Ablöse auf 18 Millionen Euro. Da er in 15 der 36 Spiele die halbe Stunde nicht erreichte, konnte er zur Saison 2013/14 für eine Ablösesumme von 25 Millionen Euro zum FC Bayern München wechseln. Sein Vertrag lief bis zum 30. Juni 2017 und wurde im August 2015 bis zum 30. Juni 2019 verlängert.
Sein Bundesligadebüt gab er am 17. August 2013 beim 1:0-Auswärtssieg gegen Eintracht Frankfurt nach Einwechslung für Xherdan Shaqiri in der 65. Spielminute. Am darauffolgenden Spieltag gab er gegen Nürnberg sein Heim- und Startelfdebüt für Bayern, bei dem er sich allerdings das Syndesmoseband riss und drei Monate ausfiel. Am 23. November 2013 gab Thiago beim 3:0-Auswärtssieg des FC Bayern gegen Borussia Dortmund in der Bundesliga sein Comeback, als er in der 64. Minute für Jérôme Boateng eingewechselt wurde. Dabei gab er die Vorlage zum 2:0 durch Arjen Robben. Sein erstes Tor für die Bayern erzielte er im Finale der FIFA-Klub-Weltmeisterschaft 2013 gegen Raja de Casablanca zum 2:0-Endstand. Sein erstes Bundesligator gelang ihm am 29. Januar 2014 mit einem Seitfallzieher zum 2:1-Siegtreffer in der Nachspielzeit im Auswärtsspiel gegen den VfB Stuttgart. Am 2. Februar 2014 stellte er beim 5:0-Sieg gegen Eintracht Frankfurt mit 185 Ballkontakten einen neuen Bundesligarekord auf. Sein Teamkollege Xabi Alonso übertraf diesen Rekord am 27. September 2014 beim 2:0-Auswärtssieg gegen den 1. FC Köln mit 206 Ballkontakten.
Beim Bundesligaspiel gegen die TSG Hoffenheim am 29. März 2014 erlitt Thiago einen teilweisen Innenbandriss im rechten Knie. Am 27. April 2014 nahm er das Lauftraining auf. Am 12. Mai 2014 zog er sich im Mannschaftstraining erneut einen Innenbandanriss im rechten Knie zu, wodurch er das DFB-Pokal-Finale verpasste und auch für die Weltmeisterschaft ausfiel. Am 14. Oktober 2014 erlitt er im Mannschaftstraining erneut einen Innenbandteilriss im selben Knie, so dass er erneut für längere Zeit ausfiel. Am 22. März 2015 stand er erstmals wieder im Kader. Am 4. April 2015 wurde er beim 1:0-Auswärtssieg gegen Borussia Dortmund in der 69. Minute für Philipp Lahm eingewechselt und absolvierte nach 371 Tagen sein Comeback. Am 27. August 2015 verlängerte er seinen Vertrag vorzeitig bis 2019. Beim Länderspiel gegen England am 13. November 2015 zog er sich eine Kapselverletzung am Knie zu und fiel mehrere Wochen aus. Am 7. Mai 2016 (33. Spieltag) konnte erneut die deutsche Meisterschaft verteidigt werden. So holte Thiago in seinem dritten Jahr in München die dritte Meisterschaft in Folge. Mit dem Pokalsieg 2016 gelang ihm auch das zweite Double. 2017 gewann er erneut die deutsche Meisterschaft.
Am 28. April 2017 verlängerte Thiago seinen Vertrag vorzeitig bis 2021. In der Saison 2017/18 musste Thiago wegen eines im Champions-League-Spiel gegen den RSC Anderlecht im November 2017 erlittenen Muskelteilrisses im Oberschenkel rund zweieinhalb Monate pausieren.
Am 6. Juni 2020 bestritt Thiago sein 150. Bundesligaspiel gegen Bayer 04 Leverkusen beim 4:2-Auswärtssieg.
Am 23. August 2020 gewann Thiago mit seinem Team das Finale der UEFA Champions League gegen Paris Saint-Germain. Somit holte er mit dem FC Bayern durch die Deutsche Meisterschaft und den DFB-Pokal das Triple.

### FC Liverpool
Mitte September 2020 wechselte Thiago in die Premier League zum FC Liverpool. Der 29-Jährige wollte mit dem Wechsel eine neue sportliche Herausforderung in einer anderen Liga suchen, weshalb der FC Bayern diesem Anliegen ein Jahr vor seinem Vertragsende entsprach und sich mit dem amtierenden englischen Meister auf einen Transfer einigte. Sein Debüt für den Verein gab er auswärts am 2. Spieltag beim 0:2-Sieg gegen den FC Chelsea, als er in der 46. Minute für Jordan Henderson eingewechselt wurde.
In seiner zweiten Saison in Liverpool gelang ihm der Gewinn des „Pokal-Doubles“ bestehend aus FA-Cup und EFL-Cup.
Im Sommer 2024 verließ er den FC Liverpool und beendete seine aktive Karriere.

### Nationalmannschaft

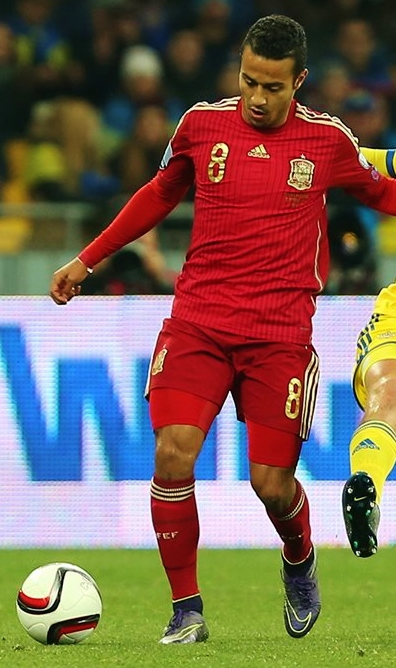
Thiago im Trikot der Nationalmannschaft Spaniens (2015)

Nachdem Thiago bereits für die spanischen U17- und U18-Nationalmannschaften zum Einsatz gekommen war, debütierte er am 21. Mai 2009 in Tallinn beim 5:1-Sieg der U19-Nationalmannschaft Spaniens gegen die Auswahl Tschechiens, als er für Fran Mérida in der 86. Minute eingewechselt wurde. Sein erstes von vier Toren für die spanische U19 erzielte er zwei Tage später (ebenfalls in Tallinn), beim 3:0-Sieg gegen die Auswahl Estlands mit dem Treffer zum zwischenzeitlichen 2:0 in der 30. Minute. 2010 erreichte er mit der spanischen U19-Auswahlmannschaft das Finale der Europameisterschaft in Frankreich, das gegen den Gastgeber mit 1:2 verloren wurde.
Obwohl er bereits für die spanischen Auswahlmannschaften gespielt hatte, war ihm ein Einsatz für den italienischen oder den brasilianischen Verband noch möglich. Dennoch entschied er sich bereits früh für die spanische Nationalmannschaft.
Für die U21-Nationalmannschaft bestritt er 23 Länderspiele und erzielte sechs Tore. Er debütierte am 2. September 2010 in Alcoy beim 2:1-Sieg gegen die Auswahl der Niederlande mit Einwechslung für Rubén Pérez in der 46. Minute. Sein erstes von sechs Toren erzielte er am 25. Juni 2011 in Århus beim 2:0-Sieg gegen die Schweiz mit dem Treffer zum Endstand mittels Freistoß aus 40 Metern in der 81. Minute – im Finale der Europameisterschaft in Dänemark. Thiago wurde zum besten Spieler des Turniers gewählt. Zwei Jahre später verteidigte er mit der Auswahlmannschaft den Titel in Israel erneut und wurde wiederum zum besten Spieler des Turniers gewählt.
Am 10. August 2011 debütierte Thiago für die A-Nationalmannschaft, die in Bari das Test-Länderspiel gegen die Auswahl Italiens mit 1:2 verlor. Thiago wurde zur zweiten Halbzeit für Andoni Iraola eingewechselt. Nach seiner langwierigen Verletzung, durch die er auch die WM 2014 im Heimatland seines Vaters verpasste, wurde er für die letzten beiden Qualifikationsspiele zur EM 2016 erstmals wieder nominiert. Am 12. Oktober 2015 kam er gegen die Ukraine zu seinem sechsten Länderspiel. Für die EM in Frankreich wurde er in das Aufgebot Spaniens aufgenommen. Zweimal kam er im Turnier als Einwechselspieler zum Einsatz; gegen die Nationalmannschaft Tschechiens im Auftaktspiel und im dritten Gruppenspiel gegen die Nationalmannschaft Kroatiens, als es jeweils unentschieden stand. Er schied mit seiner Mannschaft im Achtelfinale gegen die Nationalmannschaft Italiens aus dem Turnier aus.
Sein erstes Länderspieltor für die A-Nationalmannschaft erzielte er am 6. Oktober 2017 im Qualifikationsspiel für die WM 2018 in Russland beim 3:0-Sieg über die Nationalmannschaft Albaniens mit dem Treffer zum Endstand in der 26. Minute.
Bei der Europameisterschaft 2021 kam er in vier von sechs Partien des spanischen Aufgebots, das im Halbfinale gegen Italien ausschied, zum Einsatz. Seitdem wurde er nicht mehr für das Nationalteam nominiert.

## Trainerkarriere

### Assistent beim FC Barcelona
Am 17. Juli 2024 gab der FC Barcelona die Rückkehr von Thiago bekannt. Thiago soll das deutsche Trainerteam um Cheftrainer Hansi Flick ergänzen, unter dem er bereits beim FC Bayern München als Spieler aktiv war. Die Vereinbarung beinhaltete die Saisonvorbereitung und endete am 17. August 2024.

## Erfolge

### Vereine
International
- Champions-League-Sieger (2): 2011 (FC Barcelona), 2020 (FC Bayern München)
- Klub-Weltmeister (2): 2011 (FC Barcelona), 2013 (FC Bayern München)
- UEFA-Super-Cup-Sieger (2): 2011 (FC Barcelona), 2013 (FC Bayern München)

Spanien
- Meister (4): 2009, 2010, 2011, 2013
- Pokalsieger (2): 2009, 2012
- Supercupsieger (2): 2010, 2011
- Aufstieg in die Segunda División: 2010 (FC Barcelona B)
- Meister der Tercera División Gruppe 5 und Aufstieg in die Segunda División B: 2008 (FC Barcelona B)

Deutschland
- Meister (7): 2014, 2015, 2016, 2017, 2018, 2019, 2020
- Pokalsieger (4): 2014, 2016, 2019, 2020
- Supercupsieger (3): 2016, 2017, 2018

England
- Pokalsieger: 2022
- Ligapokalsieger (2): 2022, 2024
- Supercupsieger: 2022

### Nationalmannschaft
- U21-Europameister (2): 2011, 2013
- U17-Europameister: 2008

## Auszeichnungen
- Mitglied der VDV 11: 2013/14, 2016/17
- Goldener Spieler 2013 (U21-Europameisterschaft)[32]
- Tor des Monats: Januar 2014[33]
- UEFA Team of the Year: 2020
- FIFA FIFPro World XI: 2020
- Einstufung als Weltklasse in der Rangliste des deutschen Fußballs: Sommer 2020
- Mannschaft des Jahres 2020[34] (als Mitglied des FC Bayern München)

## Sonstiges
Thiagos knapp zwei Jahre jüngerer Bruder Rafinha spielt seit 2022 in Katar bei Al-Arabi und – wie sein Vater – für die Seleção.
Am 19. Juni 2015 heiratete er seine langjährige Freundin im katalanischen Sant Climent de Peralta; gemeinsam haben sie einen Sohn (* 2017) und eine Tochter (* 2020).